# Systembau

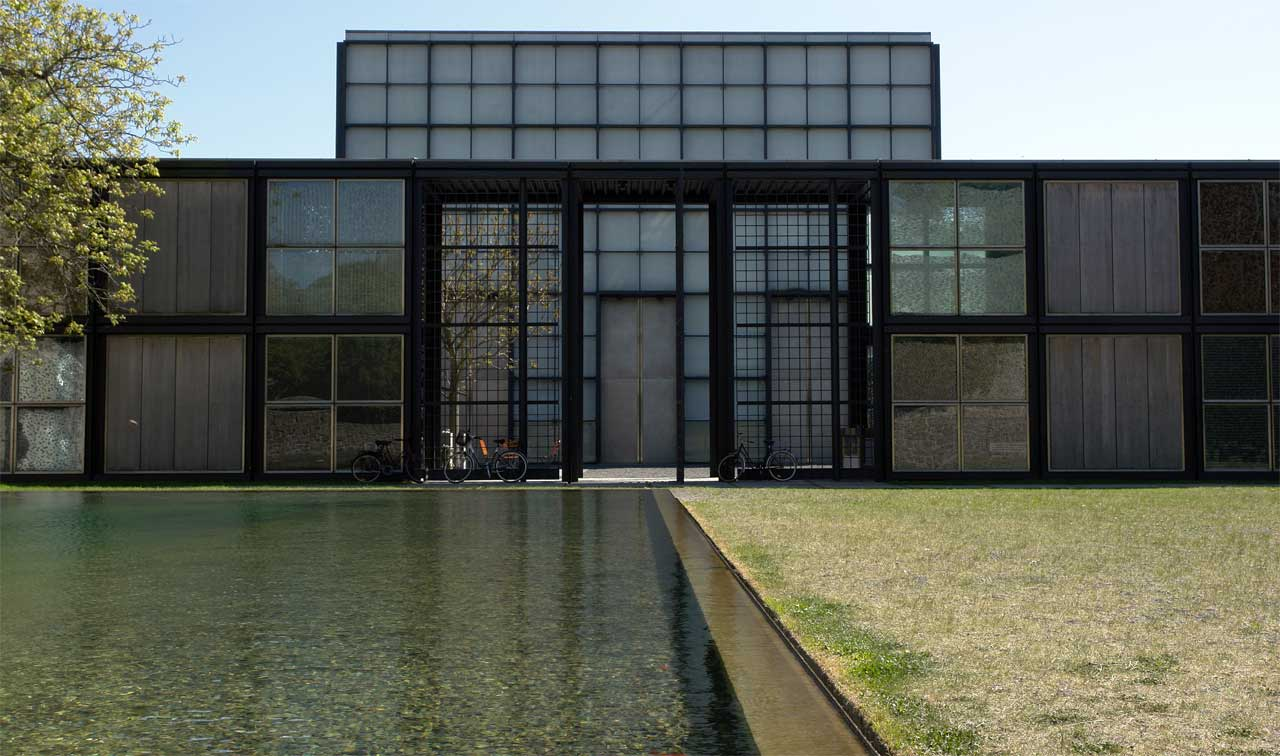
Christuspavillon Volkenroda

Der Systembau ist ein Bauverfahren, bei dem das Gebäude aus vorgefertigten Bauteilen oder Modulen zusammengesetzt wird. Die Bauteile werden in einem Werk gefertigt, dann zur Baustelle transportiert und nach dem Baukastenprinzip zusammengesetzt.
Vorteile der Systembauweise sind eine relativ kurze Bauzeit, Witterungsunabhängigkeit während der Vorfertigungsphase, eine hohe Präzision der oft seriell gefertigten Bauteile sowie die Möglichkeit, das fertige Gebäude nachträglich umzusetzen.
Ein Beispiel für die erfolgreiche Anwendung der Systembauweise ist der Christus-Pavillon, eine Glas-Stahl-Konstruktion des Architekten Meinhard von Gerkan, die auf der Expo 2000 in Hannover von der evangelischen und katholischen Kirche errichtet wurde. Im Jahr 2001 wurde sie im Kloster Volkenroda wiedererrichtet.